# Marija Alexandrowna Stepanowa
Marija Alexandrowna Stepanowa (russisch Мария Александровна Степанова; englisch Maria Stepanova; * 23. Februar 1979 in Schpakowskoje, Region Stawropol, Russische SFSR, Sowjetunion) ist eine russische Basketballspielerin, die bei einer Körpergröße von 2,02 m auf der Position des Centers spielt. 2005, 2006 und 2008 wurde sie durch die FIBA Europa sowie 2006 auch durch die La Gazzetta dello Sport zu Europas Basketballspielerin des Jahres gewählt.
Bereits mit 18 Jahren war Stepanowa bei der Europameisterschaft 1997 Russlands Spielerin mit den meisten Punkten und Rebounds. Mit der Nationalmannschaft wurde sie 2003 sowie 2007 Europameisterin, gewann Silber bei den Europameisterschaften 2001 und 2005 sowie der Weltmeisterschaft 2006 und errang die Bronzemedaille bei der Europameisterschaft 1999 sowie den Olympischen Spielen 2004 und 2008. Nach einem vergleichsweise enttäuschenden 7. Platz bei der Weltmeisterschaft 2010 gewann Stepanowa 2011 ihren dritten Europameister-Titel.